# Lycée français de Séville
Le lycée français de Séville (espagnol : Liceo Francés de Sevilla) est une école française qui accueille des élèves de la maternelle à la terminale à Séville, en Espagne. L'école fait partie du réseau mondial des écoles françaises à l'étranger. Elle est homologuée par le ministère de l'Éducation nationale pour toutes les classes du primaire, du collège et du lycée. Elle est gérée par l'Odysée. 

## Histoire
Le Lycée français international de Séville a ouvert ses portes en 2008 en tant qu'école d'entreprise (Renault/Airbus). Il était initialement situé au croisement de l'Avenida Torneo et de la Calle Baños. En 2015, il a déménagé dans l'Edificio de la Prensa sur l'Avenida Carlos III.

## Emplacement
Depuis 2015, le Lycée français international de Séville est situé dans l'Edificio de la Prensa, sur l'île de La Cartuja, au nord-ouest de Séville près du Guadalquivir. L'Edificio de la Prensa est l'un des bâtiments construits pour l'exposition universelle de 1992. Il a été conçu pour accueillir des journalistes du monde entier couvrant l'événement.

## Enseignement
Le Lycée français international de Séville met en avant l'apprentissage de trois langues : le français, l'espagnol et l'anglais. 
L’établissement enseigne le programme français ainsi que la littérature et l'histoire-géographie en espagnol. Il prépare ainsi les élèves aux diplômes français (diplôme national du Brevet et diplôme national du Baccalauréat) et au diplôme espagnol (Bachillerato).
Le Lycée français international de Séville possède une section européenne en anglais. Elle propose cinq spécialités en Première et Terminale : mathématiques, physique-chimie, SVT, sciences économiques et sociales et histoire-géographie, géopolitique, sciences politiques.

## Nombre d'étudiants
A son ouverture, l'école comptait 37 élèves, principalement des enfants d'employés d'Airbus. Elle compte aujourd'hui 350 étudiants de 25 nationalités différentes.

## Le projet de centre français de technologie et d'innovation en 2025
Le Lycée Français de Séville déménagera en 2025 dans un nouveau site à côté du complexe Torre Sevilla, à la suite de l'achat en 2023 du terrain de 13 200 mètres carrés connu sous le nom de parcelle de las banderas.